# Цивільна диктатура
Цивільна диктатура — форма влади, що відрізняється від військової диктатури та монархії, де править диктатор, котрий не отримав свою владу від військових. Серед цивільних диктатур, партійні диктатури, як правило, переживають персоналістські диктатури.